# Bembidion cruciatum
Bembidion cruciatum es una especie de escarabajo del género Bembidion, familia Carabidae. Fue descrita científicamente por Dejean en 1831.
Habita en Francia, Portugal y España.